# Lijst van planetoïden 80001-80100
| Naam                  | Voorlopige naamgeving | Datum ontdekking | Locatie ontdekking  | Ontdekker                        |
| --------------------- | --------------------- | ---------------- | ------------------- | -------------------------------- |
| (80001) -             | 1999 FX38             | 20 maart 1999    | Socorro             | LINEAR                           |
| (80002) -             | 1999 FR43             | 20 maart 1999    | Socorro             | LINEAR                           |
| (80003) -             | 1999 FW50             | 20 maart 1999    | Socorro             | LINEAR                           |
| (80004) -             | 1999 FH54             | 20 maart 1999    | Socorro             | LINEAR                           |
| (80005) -             | 1999 FK55             | 20 maart 1999    | Socorro             | LINEAR                           |
| (80006) -             | 1999 FN55             | 20 maart 1999    | Socorro             | LINEAR                           |
| (80007) -             | 1999 FE61             | 22 maart 1999    | Anderson Mesa       | LONEOS                           |
| (80008) Danielarhodes | 1999 GG1              | 4 april 1999     | San Marcello        | L. Tesi, A. Boattini             |
| (80009) -             | 1999 GD2              | 8 april 1999     | Modra               | L. Kornoš, A. Galád              |
| (80010) -             | 1999 GQ2              | 9 april 1999     | Oaxaca              | J. M. Roe                        |
| (80011) -             | 1999 GE3              | 7 april 1999     | Kitt Peak           | Spacewatch                       |
| (80012) -             | 1999 GT4              | 11 april 1999    | Fountain Hills      | C. W. Juels                      |
| (80013) -             | 1999 GM15             | 15 april 1999    | Kitt Peak           | Spacewatch                       |
| (80014) -             | 1999 GN16             | 9 april 1999     | Socorro             | LINEAR                           |
| (80015) -             | 1999 GT21             | 15 april 1999    | Socorro             | LINEAR                           |
| (80016) -             | 1999 GQ32             | 10 april 1999    | Socorro             | LINEAR                           |
| (80017) -             | 1999 GQ39             | 12 april 1999    | Socorro             | LINEAR                           |
| (80018) -             | 1999 GE46             | 12 april 1999    | Socorro             | LINEAR                           |
| (80019) -             | 1999 HL2              | 23 april 1999    | Višnjan Observatory | K. Korlević, M. Jurić            |
| (80020) -             | 1999 HA4              | 16 april 1999    | Kitt Peak           | Spacewatch                       |
| (80021) -             | 1999 HR5              | 17 april 1999    | Kitt Peak           | Spacewatch                       |
| (80022) -             | 1999 JS               | 4 mei 1999       | Xinglong            | BAO Schmidt CCD Asteroid Program |
| (80023) -             | 1999 JY1              | 8 mei 1999       | Catalina            | CSS                              |
| (80024) -             | 1999 JJ4              | 10 mei 1999      | Socorro             | LINEAR                           |
| (80025) -             | 1999 JB7              | 8 mei 1999       | Catalina            | CSS                              |
| (80026) -             | 1999 JH8              | 12 mei 1999      | Socorro             | LINEAR                           |
| (80027) -             | 1999 JV11             | 12 mei 1999      | Socorro             | LINEAR                           |
| (80028) -             | 1999 JX12             | 14 mei 1999      | Catalina            | CSS                              |
| (80029) -             | 1999 JF15             | 15 mei 1999      | Catalina            | CSS                              |
| (80030) -             | 1999 JJ15             | 15 mei 1999      | Catalina            | CSS                              |
| (80031) -             | 1999 JF17             | 15 mei 1999      | Kitt Peak           | Spacewatch                       |
| (80032) -             | 1999 JW18             | 10 mei 1999      | Socorro             | LINEAR                           |
| (80033) -             | 1999 JY20             | 10 mei 1999      | Socorro             | LINEAR                           |
| (80034) -             | 1999 JQ21             | 10 mei 1999      | Socorro             | LINEAR                           |
| (80035) -             | 1999 JV21             | 10 mei 1999      | Socorro             | LINEAR                           |
| (80036) -             | 1999 JZ26             | 10 mei 1999      | Socorro             | LINEAR                           |
| (80037) -             | 1999 JP27             | 10 mei 1999      | Socorro             | LINEAR                           |
| (80038) -             | 1999 JD29             | 10 mei 1999      | Socorro             | LINEAR                           |
| (80039) -             | 1999 JX30             | 10 mei 1999      | Socorro             | LINEAR                           |
| (80040) -             | 1999 JT31             | 10 mei 1999      | Socorro             | LINEAR                           |
| (80041) -             | 1999 JK38             | 10 mei 1999      | Socorro             | LINEAR                           |
| (80042) -             | 1999 JP38             | 10 mei 1999      | Socorro             | LINEAR                           |
| (80043) -             | 1999 JS39             | 10 mei 1999      | Socorro             | LINEAR                           |
| (80044) -             | 1999 JN40             | 10 mei 1999      | Socorro             | LINEAR                           |
| (80045) -             | 1999 JW41             | 10 mei 1999      | Socorro             | LINEAR                           |
| (80046) -             | 1999 JH46             | 10 mei 1999      | Socorro             | LINEAR                           |
| (80047) -             | 1999 JN50             | 10 mei 1999      | Socorro             | LINEAR                           |
| (80048) -             | 1999 JG54             | 10 mei 1999      | Socorro             | LINEAR                           |
| (80049) -             | 1999 JV54             | 10 mei 1999      | Socorro             | LINEAR                           |
| (80050) -             | 1999 JD55             | 10 mei 1999      | Socorro             | LINEAR                           |
| (80051) -             | 1999 JO56             | 10 mei 1999      | Socorro             | LINEAR                           |
| (80052) -             | 1999 JV62             | 10 mei 1999      | Socorro             | LINEAR                           |
| (80053) -             | 1999 JY64             | 10 mei 1999      | Socorro             | LINEAR                           |
| (80054) -             | 1999 JC69             | 12 mei 1999      | Socorro             | LINEAR                           |
| (80055) -             | 1999 JL70             | 12 mei 1999      | Socorro             | LINEAR                           |
| (80056) -             | 1999 JM71             | 12 mei 1999      | Socorro             | LINEAR                           |
| (80057) -             | 1999 JV71             | 12 mei 1999      | Socorro             | LINEAR                           |
| (80058) -             | 1999 JV74             | 12 mei 1999      | Socorro             | LINEAR                           |
| (80059) -             | 1999 JM75             | 8 mei 1999       | Xinglong            | BAO Schmidt CCD Asteroid Program |
| (80060) -             | 1999 JG82             | 12 mei 1999      | Socorro             | LINEAR                           |
| (80061) -             | 1999 JT83             | 12 mei 1999      | Socorro             | LINEAR                           |
| (80062) -             | 1999 JX85             | 12 mei 1999      | Socorro             | LINEAR                           |
| (80063) -             | 1999 JR88             | 12 mei 1999      | Socorro             | LINEAR                           |
| (80064) -             | 1999 JX88             | 12 mei 1999      | Socorro             | LINEAR                           |
| (80065) -             | 1999 JA91             | 12 mei 1999      | Socorro             | LINEAR                           |
| (80066) -             | 1999 JD92             | 12 mei 1999      | Socorro             | LINEAR                           |
| (80067) -             | 1999 JQ93             | 12 mei 1999      | Socorro             | LINEAR                           |
| (80068) -             | 1999 JM94             | 12 mei 1999      | Socorro             | LINEAR                           |
| (80069) -             | 1999 JV96             | 12 mei 1999      | Socorro             | LINEAR                           |
| (80070) -             | 1999 JW96             | 12 mei 1999      | Socorro             | LINEAR                           |
| (80071) -             | 1999 JR97             | 12 mei 1999      | Socorro             | LINEAR                           |
| (80072) -             | 1999 JT98             | 12 mei 1999      | Socorro             | LINEAR                           |
| (80073) -             | 1999 JA99             | 12 mei 1999      | Socorro             | LINEAR                           |
| (80074) -             | 1999 JS99             | 12 mei 1999      | Socorro             | LINEAR                           |
| (80075) -             | 1999 JN100            | 12 mei 1999      | Socorro             | LINEAR                           |
| (80076) -             | 1999 JO101            | 13 mei 1999      | Socorro             | LINEAR                           |
| (80077) -             | 1999 JL115            | 13 mei 1999      | Socorro             | LINEAR                           |
| (80078) -             | 1999 JU115            | 13 mei 1999      | Socorro             | LINEAR                           |
| (80079) -             | 1999 JS119            | 13 mei 1999      | Socorro             | LINEAR                           |
| (80080) -             | 1999 JS124            | 10 mei 1999      | Socorro             | LINEAR                           |
| (80081) -             | 1999 JJ131            | 13 mei 1999      | Socorro             | LINEAR                           |
| (80082) -             | 1999 JA133            | 13 mei 1999      | Socorro             | LINEAR                           |
| (80083) -             | 1999 KD2              | 16 mei 1999      | Kitt Peak           | Spacewatch                       |
| (80084) -             | 1999 KN6              | 23 mei 1999      | Woomera             | F. B. Zoltowski                  |
| (80085) -             | 1999 KS6              | 17 mei 1999      | Socorro             | LINEAR                           |
| (80086) -             | 1999 KJ7              | 17 mei 1999      | Socorro             | LINEAR                           |
| (80087) -             | 1999 KC11             | 18 mei 1999      | Socorro             | LINEAR                           |
| (80088) -             | 1999 KW14             | 18 mei 1999      | Socorro             | LINEAR                           |
| (80089) -             | 1999 LR               | 4 juni 1999      | Socorro             | LINEAR                           |
| (80090) -             | 1999 LR3              | 6 juni 1999      | Kitt Peak           | Spacewatch                       |
| (80091) -             | 1999 LX5              | 11 juni 1999     | Socorro             | LINEAR                           |
| (80092) -             | 1999 LX10             | 8 juni 1999      | Socorro             | LINEAR                           |
| (80093) -             | 1999 LB12             | 9 juni 1999      | Socorro             | LINEAR                           |
| (80094) -             | 1999 LE12             | 9 juni 1999      | Socorro             | LINEAR                           |
| (80095) -             | 1999 LD28             | 12 juni 1999     | Socorro             | LINEAR                           |
| (80096) -             | 1999 LP29             | 9 juni 1999      | Kitt Peak           | Spacewatch                       |
| (80097) -             | 1999 LD35             | 14 juni 1999     | Socorro             | LINEAR                           |
| (80098) -             | 1999 MV1              | 20 juni 1999     | Anderson Mesa       | LONEOS                           |
| (80099) -             | 1999 NR               | 8 juli 1999      | Catalina            | CSS                              |
| (80100) -             | 1999 NS               | 8 juli 1999      | Catalina            | CSS                              |